# Andreas Jordan (poslanec Říšské rady)
Andreas Jordan, slovinsky Andrej Jordan (29. listopadu 1845 Gorizia – 4. října 1905 Gorizia), byl rakouský římskokatolický duchovní z Gorice a Gradišky (arcibiskup Gorice) a politik, v 2. polovině 19. století poslanec Říšské rady.

## Biografie
Byl synem gymnaziálního učitele fyziky Filipa Jordana. Národní školu a bohoslovectví vystudoval v Gorici. Na kněze byl vysvěcen 6. června 1868. Působil jako katecheta na místních národních školách, ale kvůli špatnému zdravotnímu stavu se musel vzdát učitelské profese. Když se zotavil, jmenoval ho arcibiskup Andreas Gollmayr svým tajemníkem, v prosinci 1877 se stal tajemníkem arcibiskupské kurie. Po smrti Gollmayra byl jmenován v květnu 1883 spirituálem ústředního katolického semináře v Gorici. Zde vyučoval církevní právo a církevní dějiny. Poté, co se Eugenio Carlo Valussi stal tridentským biskupem, nastoupil Jordan v srpnu 1886 na post probošta metropolitní kapituly v Gorici. V srpnu 1887 ho arcibiskup Alojzij Matija Zorn jmenoval prosynodálním examinátorem a předsedou církevního soudu. V této funkci setrval i za následujícího arcibiskupa Jakob Missii. V červenci 1897 se navíc po smrti Zorna stal dočasně biskupským kapitulním vikářem.
Jeho církevní dráha vyvrcholila počátkem 20. století, kdy působil jako arcibiskup Gorice a metropolita ilyrské církevní provincie. Arcibiskupem byl jmenován 2. června 1902. Zasadil se o zřízení chlapeckého arcibiskupského semináře v Gorici, jehož otevření se ovšem již nedožil.
Působil i jako poslanec Říšské rady (celostátního parlamentu Předlitavska), kam usedl v doplňovacích volbách roku 1887 za kurii venkovských obcí v Gorici a Gradišce, obvod Gradiška, Cormòns atd. Nastoupil 28. ledna 1887 místo Eugenia Carla Valussiho. Mandát obhájil ve volbách roku 1891. Ve volebním období 1885–1891 se uvádí jako Andreas Jordan, probošt, bytem Gorizia.
Na Říšské radě se v roce 1890 uvádí jako poslanec bez klubové příslušnosti. Po volbách v roce 1891 je uváděn jako člen konzervativního Hohenwartova klubu (tzv. Strana práva). Podle jiného zdroje byl nezařazeným (divokým) poslancem. Po otci byl rodem Slovinec, ale kulturně se přikláněl k Italům. V národnostních otázkách byl ovšem smířlivý. Sám ovládal italštinu, slovinštinu, furlanštinu, němčinu a latinu. Coby církevní hodnostář podporoval zavádění slovinštiny do úředního jednání.
Z titulu své funkce zasedal jako virilista mezi poslanci Zemského sněmu Gorice a Gradišky a rovněž byl členem Panské sněmovny (nevolená horní komora Říšské rady).
Zemřel v říjnu 1905. Příčinou úmrtí byla srdeční mrtvice. Delší dobu trpěl rakovinou žaludku.